# Frank Posch
Frank Michael Posch (* 21. Februar 1973) ist ein ehemaliger deutscher Fußballspieler. Der Abwehrspieler bestritt einen Teil seiner Karriere in Island.

## Werdegang
Posch war zu Beginn seiner Karriere Amateurspieler beim VfB Stuttgart. Am letzten Spieltag der Bundesliga-Spielzeit 1994/95 debütierte er als Einwechselspieler für Franco Foda beim 3:1-Erfolg der Bundesligamannschaft seines Klubs gegen den MSV Duisburg in der Bundesliga, kam aber in der Folge zunächst wieder nur in der zweiten Mannschaft zum Einsatz. In der Bundesliga-Spielzeit 1996/97 kam er zu vier weiteren Erstligaspielen, wobei er in den Duellen gegen TSV 1860 München und Bayer 04 Leverkusen in der Startelf stand. In der folgenden Spielzeit gehörte er weiterhin dem Erstligakader an, kam aber zu keinen weiteren Einsätzen für die Lizenzspielermannschaft der Schwaben. Im Juli 2000 gewann er mit der Amateurmannschaft im Endspiel um den WFV-Pokal 1999/00 durch einen 3:1-Erfolg über die Amateurmannschaft des SSV Ulm 1846 den Titel, dabei stand er unter Trainer Rainer Adrion an der Seite von unter anderem Rüdiger Kauf, Eberhard Trautner und Andreas Hinkel in der Startformation. 2003 wechselte er von der Zweiten Mannschaft des VfB zum SV Bonlanden.
2006 ging Posch nach Island. Seine erste Station war Fram Reykjavík aus der Landeshauptstadt. Mit dem Zweitligisten erreichte er den ersten Platz der Liga und damit den Aufstieg des mehrfachen Landesmeisters in die Landsbankadeild. Er verließ jedoch den Verein und ging zum Ligarivalen UMF Stjarnan, um ein weiteres Jahr in der zweitklassigen 1. deild aufzulaufen. 2008 ließ er seine Karriere beim isländischen Viertligisten KFG ausklingen.
Seit 2015 ist er Co-Trainer beim VfL Kirchheim/Teck.